# みきおとミキオ
『みきおとミキオ』は、藤子不二雄（のちの藤子・F・不二雄）によるSF漫画・ギャグ漫画作品。

## 概要
1974年（昭和49年）から1975年（昭和50年）にかけて、小学館の学年別学習雑誌『小学四年生』『小学五年生』で連載された、時間を題材に扱ったSFギャグ漫画。
『コロコロコミック』1号（創刊号）から3号にも再録された。
未来と過去に生きる瓜二つの少年みきおとミキオが、互いにもう1人の自分に入れ替わり、2つの時代の生活・常識の違いなどにカルチャーショックやギャップを味わいながら、それぞれの世界の日常を楽しむ。
藤子不二雄の藤本の単独執筆作。
「日常を舞台にしたSFギャグマンガ」という、藤本が得意とした分野の少年向け作品群の中でもSF面が出色の出来。
夢溢れる奇想天外でユーモラスな未来描写の楽しさは、SF短編や『21エモン』に通じるものがある。
一方で未来の世界では失われている自然のかけがえのなさなどが表現されており、現代の人間社会が利便性と引替えに失いつつあるものの大切さを再認識することができる。
児童向けながら多くの要素を併せ持った作品である。

## 単行本
連載期間が11カ月と短いこともあり、てんとう虫コミックス版は1巻のみで、未収録話が4話ある。
全1巻完結とは明示されず、長らく以下続刊ともとれる状態のままだったが、結局2巻以降は刊行されず絶版となった。
その後に発行された藤子不二雄ランド版もてんとう虫コミックスと同様の収録内容で1巻のみ刊行され絶版。
その後は単行本の入手が困難な状態であったが、2006年に文庫版が出版され、再び日の目を見ることとなった。この文庫版はそれまでの未収録話のうち1話が新たに収録されたが、残りの3話は原稿紛失のため収録されず、ダイジェストの解説のみが掲載された。
2009年より刊行が開始された藤子・F・不二雄大全集（小学館）の第2期にて、ようやく全話が収録された。原稿紛失話についても掲載誌からの復刻が行われた。

## 連載の経緯
藤子の元アシスタントであるえびはら武司の証言によると、1973年に『ドラえもん』の1回目のアニメ化が半年の打ち切りで終わったため、小学館側からは学習雑誌における『ドラえもん』の連載を終わらせて新キャラクターに切り替えようという話が出ていたという。本作はそれに応える形で始まった新連載であるが、藤本の意向により『ドラえもん』の連載と2本立てで並行して継続することになった。しかし、1974年に刊行が始まった『ドラえもん』の単行本が1年で100万部売れるなど大ヒットをしたため、新キャラクターである本作の必要性が無くなったのが短期打ち切りの理由のようである。

## あらすじ
1974年。少年みきおは、自分の家に入り込んではモノをくわえて行ってしまう不思議な犬を追って、裏山に残っている防空壕の中へ飛び込んでしまう。なんとその防空壕はタイムトンネルに繋がっており、100年後の2074年の自分の街へと通じていた。そこでみきおは、例の不思議な犬＝ポンチの飼い主で自分と瓜二つの少年ミキオと出会い意気投合する。そっくりな外見をいいことに、洋服を取り替えてお互いに成りすまし、時々入れ替わってそれぞれの世界で遊ぶことを約束する。未来と過去の『ごく普通の日常』で、2人はお互いにとって新鮮な発見と冒険を繰り広げる。
機械文明の恩恵で人類の体力は低下、四則演算も出来なくなった未来の世界で、みきおはスーパーヒーロー並みの活躍をする。ただし小学校では機械が不得意とする分野を教えているため、（現代なら大学の研究レベルの）授業にはついていけない。一方、ミキオも自然などが残る現代の世界を満喫するが、みきおと逆の立場のため体力不足に四苦八苦する。ただし本作はみきおを主役とし、みきおの視点で物語が進行するため、現代社会に遊びに来たミキオの視点で物語が進行する話はない。

## 年代設定
雑誌連載時の設定で、みきおが住む時代は1974年、ミキオが住む時代は2074年と設定されているが、1978年初版のてんとう虫コミックスでは、みきおは1978年、ミキオは2078年に住むと設定を単行本発行年に変更した。中央公論社版では変更されていない。

## キャラクター

### 現代
みきお
本作の主人公。ちょっとそそっかしいけれど好奇心旺盛な小学生。タイムトンネルを発見した後はミキオと入れ替わって100年後の世界へ行く。泳げない。
ユリ子
現代のヒロイン的存在だが、未来のマリコのほうが出演が多く登場回数は少ない。
フグラ
現在のガキ大将的存在。乱暴者だが怪我をしたみきおを背負って家へ連れて行くなど優しい一面も持つ。
ラッキョ
いつもフグラの側にいる少年。一度だけタイムトンネルを通り100年後の世界へ行ったことがある。
みきおのパパ
車を所有している。
みきおのママ
本人曰く、みきおやパパの失くし物はママが探すことが多いらしい。

### 未来
ミキオ
未来の東京に住むみきおの子孫、昔の生活に憧れる。
ポンチ
現代の犬とはかなり容姿が違うミキオの飼い犬。雌。シリーズ途中で手術して喋れるようになった。
マリコ
ミキオが好きな女の子。みきおも好意を持つ。ミキオによると美人で頭もいいが、わがままで怒りっぽい。その時にはうんと「おべんちゃら」をした方がいいらしい。既述のとおり、本作は未来へ遊びに行ったみきおの視点で物語が進行するため、彼女が本作のメインヒロインとなる。
ブクラ
未来のガキ大将的存在。ミキオによると頭が良くなく力が強い。
トンキョ
いつもブクラの側にいる。ミキオによるとおっちょこちょいで弱虫だがズル賢い。
ミキオのパパ
元みきおのパパの車を所有している。
ミキオのママ
未来のキャラクターの中で唯一メンバンに興味を示さなかった。
火星のおじさん
ミキオの大叔父。20年ぶりに地球に帰ってくる。
マリコのおじさん
宇宙資源探査局に勤めている。
キキ
マリコのペットのサル。

## 単行本
いずれも全1巻。特記のない限り書名は『みきおとミキオ』で小学館刊。
てんとう虫コミックス
1978年（昭和53年）3月発刊。4話分が未収録となっている。第1巻を表す「1」の表記はあるが、続刊はされず。絶版。
藤子不二雄ランド
1988年（昭和63年）10月、中央公論社刊。てんとう虫コミックス版と同じ収録内容。絶版。
小学館コロコロ文庫
2006年（平成18年）9月発刊。てんとう虫コミックスや藤子不二雄ランドに収録されているものに加え、未収録作品であった「ひみつのタイムトンネル」を収録している。
藤子・F・不二雄大全集
「バウバウ大臣」を併録し、書名は『みきおとミキオ / バウバウ大臣』。同全集第2期で刊行され、それまで未収録だった「ふしぎな犬と未来世界へ」「ポンチがしゃべった」「とうさんにプレゼント」を含む全話を収録している。解説は最相葉月。